# Приходько Сергій Олександрович
Сергій Олександрович Приходько (нар. 21 січня 1994) — український футболіст, півзахисник клубу «Альянс».

## Біографія
Вихованець футбольної академії харківського «Арсеналу» і маріупольського «Іллічівця». Після завершення навчання почав грати у другій лізі за «Іллічівець-2». У сезоні 2012/13 футболіст провів 9 матчів у юнацькій першості, за підсумками якої 19-річні гравці «Іллічівця» завоювали срібні медалі. У наступному сезоні Приходько в складі «іллічів» ставав переможцем молодіжної першості. В наступному році число його ігор в дублі маріупольців досягло 50. Був капітаном «молодіжки», а також показував найкращі результати серед її гравців у тесті Купера.
У головній команді «Іллічівця» Приходько дебютував 23 серпня 2014 року в матчі 1/16 фіналу Кубка України проти першолігового «Миколаєва». Через місяць відбувся дебют футболіста і в Прем'єр-лізі. 20 вересня на 89-й хвилині гри проти донецького «Металурга» півзахисник замінив Андрія Оберемка. До кінця сезону молодий півзахисник встиг взяти участь ще в трьох іграх вищого дивізіону, в одній з яких, проти донецького «Шахтаря», зіграв всі 90 хвилин. У наступному сезоні 2015/16 зіграв ще один матч за клуб у Першій лізі.
Так і не пробившись до основи маріупольців, протягом сезону 2016/17 виступав на правах оренди за першолігові клуби «Суми» та «Полтава», після чого влітку 2017 року покинув клуб на правах вільного агента.